# Eupulmonata
Los eupulmonados (Eupulmonata) son un clado taxonómico de caracoles terrestres. La gran mayoría de especies de este grupo son caracoles de tierra y babosas, aunque también incluye algunos caracoles marinos y otros que pueden habitar entornos salobres.

## Taxonomía linneana
- Suborden Eupulmonata Haszprunar & Huber, 1990
  - Infraordia Acteophila Dall, 1885 (= formerly Archaeopulmonata)
    - Superfamilia Melampoidea Stimpson, 1851

  - Infraorden Trimusculiformes Minichev & Starobogatov, 1975
    - Superfamilia Trimusculoidea Zilch, 1959

  - Infraorden Stylommatophora A. Schmidt, 1856 (land snails)
    - Subinfraorden Orthurethra
      - Superfamilia Achatinelloidea Gulick, 1873
      - Superfamilia Cochlicopoidea Pilsbry, 1900
      - Superfamilia Partuloidea Pilsbry, 1900
      - Superfamilia Pupilloidea Turton, 1831

    - Subinfraorden Sigmurethra
      - Superfamilia Acavoidea Pilsbry, 1895
      - Superfamilia Achatinoidea Swainson, 1840
      - Superfamilia Aillyoidea Baker, 1960
      - Superfamilia Arionoidea J.E. Gray in Turnton, 1840
      - Superfamilia Buliminoidea Clessin, 1879
      - Superfamilia Camaenoidea Pilsbry, 1895
      - Superfamilia Clausilioidea Mörch, 1864
      - Superfamilia Dyakioidea Gude & Woodward, 1921
      - Superfamilia Gastrodontoidea Tryon, 1866
      - Superfamilia Helicoidea Rafinesque, 1815
      - Superfamilia Helixarionoidea Bourguignat, 1877
      - Superfamilia Limacoidea Rafinesque, 1815
      - Superfamilia Oleacinoidea H. & A. Adams, 1855
      - Superfamilia Orthalicoidea Albers-Martens, 1860
      - Superfamilia Plectopylidoidea Moellendorf, 1900
      - Superfamilia Polygyroidea Pilsbry, 1894
      - Superfamilia Punctoidea Morse, 1864
      - Superfamilia Rhytidoidea Pilsbry, 1893
      - Superfamilia Sagdidoidera Pilsbry, 1895
      - Superfamilia Staffordioidea Thiele, 1931
      - Superfamilia Streptaxoidea J.E. Gray, 1806
      - Superfamilia Strophocheiloidea Thiele, 1926
      - Superfamilia Trigonochlamydoidea Hese, 1882
      - Superfamilia Zonitoidea Mörch, 1864

## Taxonomía 2005
En la Taxonomía de Gastropoda (Bouchet & Rocroi, 2005), Eupulmonata es un clado sin clasificar:
Clado Eupulmonata
Contiene los clados Systellommatophora y Stylommatophora
- Superfamilia Trimusculoidea
  - Familia Trimusculidae
- Superfamilia Otinoidea
  - Familia Otinidae
  - Familia Smeagolidae
- Superfamilia Ellobioidea
  - Familia Ellobiidae

Clado Systellommatophora (Gymnomorpha)
- Superfamilia Onchidioidea
  - Familia Onchidiidae
- Superfamilia Veronicelloidea
  - Familia Veronicellidae
  - Familia Rathouisiidae

Clado Stylommatophora
Contiene los subclados Elasmognatha, Orthurethra y el grupo informal Sigmurethra
Subclado Elasmognatha
- Superfamilia Succineoidea
  - Familia Succineidae
- Superfamilia Athoracophoroidea
  - Familia Athoracophoridae

Subclado Orthurethra
- Superfamilia Partuloidea
  - Familia Partulidae
  - Familia Draparnaudiidae
- Superfamilia Achatinelloidea
  - Familia Achatinellidae
- Superfamilia Cochlicopoidea
  - Familia Cochlicopidae
  - Familia Amastridae
- Superfamilia Pupilloidea
  - Familia Pupillidae
  - Familia Argnidae
  - Familia Chondrinidae
  - † Familia Cylindrellinidae
  - Familia Lauriidae
  - Familia Orculidae
  - Familia Pleurodiscidae
  - Familia Pyramidulidae
  - Familia Spelaeodiscidae
  - Familia Strobilopsidae
  - Familia Valloniidae
  - Familia Vertiginidae
- Superfamilia Enoidea
  - Familia Enidae
  - Familia Cerastidae

Grupo informal Sigmurethra
- Superfamilia Clausilioidea
  - Familia Clausiliidae
  - † Familia Anadromidae
  - † Familia Filholiidae
  - † Familia Palaeostoidae
- Superfamilia Orthalicoidea
  - Familia Orthalicidae
  - Familia Cerionidae
  - Familia Coelociontidae
  - † Familia Grangerellidae
  - Familia Megaspiridae
  - Familia Placostylidae
  - Familia Urocoptidae
- Superfamilia Achatinoidea
  - Familia Achatinidae
  - Familia Ferussaciidae
  - Familia Micractaeonidae
  - Familia Subulinidae
- Superfamilia Aillyoidea
  - Familia Aillyidae
- Superfamilia Testacelloidea
  - Familia Testacellidae
  - Familia Oleacinidae
  - Familia Spiraxidae
- Superfamilia Papillodermatoidea
  - Familia Papillodermatidae
- Superfamilia Streptaxoidea
  - Familia Streptaxidae
- Superfamilia  Rhytidoidea
  - Familia Rhytididae
  - Familia Chlamydephoridae
  - Familia Haplotrematidae
  - Familia Scolodontidae
- Superfamilia Acavoidea
  - Familia Acavidae
  - Familia Caryodidae
  - Familia Dorcasiidae
  - Familia Macrocyclidae
  - Familia Megomphicidae
  - Familia Strophocheilidae
- Superfamilia Punctoidea
  - Familia Punctidae
  - † Familia Anastomopsidae
  - Familia Charopidae
  - Familia Cystopeltidae
  - Familia Discidae
  - Familia Endodontidae
  - Familia Helicodiscidae
  - Familia Oreohelicidae
  - Familia Thyrophorellidae
- Superfamilia Sagdoidea
  - Familia Sagdidae

"Limacoid clade"
- Superfamilia Staffordioidea
  - Familia Staffordiidae
- Superfamilia Dyakioidea
  - Familia Dyakiidae
- Superfamilia Gastrodontoidea
  - Familia Gastrodontidae
  - Familia Chronidae
  - Familia Euconulidae
  - Familia Oxychilidae
  - Familia Pristilomatidae
  - Familia Trochomorphidae
  - Taxones fósiles, probablemente pertenecientes a la Gastrodontoidea
    - Subfamilia † Archaeozonitinae
    - Subfamilia † Grandipatulinae
    - Subfamilia † Palaeoxestininae
- Superfamilia Parmacelloidea
  - Familia Parmacellidae
  - Familia Milacidae
  - Familia Trigonochlamydidae
- Superfamilia Zonitoidea
  - Familia Zonitidae
- Superfamilia Helicarionoidea
  - Familia Helicarionidae
  - Familia Ariophantidae
  - Familia Urocyclidae
- Superfamilia Limacoidea
  - Familia Limacidae
  - Familia Agriolimacidae
  - Familia Boettgerillidae
  - Familia Vitrinidae
- Superfamilia Arionoidea
  - Familia Arionidae
  - Familia Anadenidae
  - Familia Ariolimacidae
  - Familia Binneyidae
  - Familia Oopeltidae
  - Familia Philomycidae
- Superfamilia Helicoidea
  - Familia Helicidae
  - Familia Bradybaenidae
  - Familia Camaenidae
  - Familia Cepolidae
  - Familia Cochlicellidae
  - Familia Elonidae
  - Familia Epiphragmophoridae
  - Familia Halolimnohelicidae
  - Familia Helicodontidae
  - Familia Helminthoglyptidae
  - Familia Humboldtianidae
  - Familia Hygromiidae
  - Familia Monadeniidae
  - Familia Pleurodontidae
  - Familia Polygyridae
  - Familia Sphincterochilidae
  - Familia Thysanophoridae
  - Familia Trissexodontidae
  - Familia Xanthonychidae